# Wereldvoetballer van het jaar 1992
In 1992 werd Marco van Basten door de FIFA verkozen tot Wereldvoetballer van het jaar. 

## Resultaten
| # | Speler             | Club                           | Punten |
| - | ------------------ | ------------------------------ | ------ |
| 1 | Marco van Basten   | AC Milan                       | 161    |
| 2 | Christo Stoitsjkov | FC Barcelona                   | 88     |
| 3 | Thomas Häßler      | AS Roma                        | 61     |
| 4 | Jean-Pierre Papin  | Olympique Marseille → AC Milan | 46     |
| 5 | Brian Laudrup      | Bayern München → Fiorentina    | 44     |
|   | Peter Schmeichel   | Manchester United              | 44     |
| 7 | Dennis Bergkamp    | Ajax                           | 29     |
| 8 | Frank Rijkaard     | AC Milan                       | 23     |
| 9 | Abédi Pelé         | Olympique Marseille            | 10     |
|   | Franco Baresi      | AC Milan                       | 10     |
|   | Jürgen Klinsmann   | Internazionale → AS Monaco     | 10     |

## Referentie
- World Player of the Year - Top 10

1991 · 1992 · 1993 · 1994 · 1995 · 1996 · 1997 · 1998 · 1999 · 2000 · 2001 · 2002 · 2003 · 2004 · 2005 · 2006 · 2007 · 2008 · 2009